# François René Gebauer
François René Gebauer (Versailles, 15 maart 1773 - Parijs, 28 juli 1845) was een Frans componist, professor, muziekpedagoog en fagottist en zoon van een Duitse militairmuzikant.

## Levensloop
Hij is een van de vier broers Michel Joseph Gebauer (1763-1812), Pierre-Paul Gebauer en Etienne-François Gebauer, die alle gemusiceerd (ook samen in het kwartet) en gecomponeerd hebben.
Aanvankelijk kreeg hij muziekles van zijn broer Michel Joseph en daarna bij François Devienne. In 1788 ging hij als fagottist naar de Garde suisse in Versailles. In 1790 werd hij lid van het orkest van de Musique de la garde nationale de Paris, het orkest van de Nationale Garde in Parijs. Van 1801 tot 1826 was hij fagottist in het orkest van de Grande Opera in Parijs. In 1795 werd hij als professor voor fagot aan het straks opgerichte Conservatoire national supérieur de musique beroepen, waar hij tot 1802 en daarna van 1824 tot 1838 blijft.

## Composities

### Werken voor orkest
- Variation sur "Au claire de la lune", voor fagot en orkest

### Werken voor harmonieorkest
- Pas de manoeuvre (No. 1)
- Pas de manoeuvre (No. 2)
- Trois Marches pour l'entrée de Louis XVIII à Paris

### Kamermuziek
- 1816 Zes aria's uit "De Barbier van Sevilla" van Gioacchino Rossini, voor twee fagotten
  1. Ecco ridente in cielo
  2. Largo al factotum
  3. Una voce poco fa
  4. Dunque io son
  5. Zitti zitti, piano piano
  6. Di si felice innesto
- Zes concertante duos, voor twee klarinetten, opus 2
- Zes concertante duos, voor klarinet en fagot, opus 8
- Menuet du Diable, voor fagot
- Kwintet No. 1, voor fluit, hobo, klarinet, hoorn en fagot
- Kwintet No. 2 Es-groot, voor fluit, hobo, klarinet, hoorn en fagot
  1. Allegro
  2. Menuett
  3. Andante sostenuto
  4. Rondo, Valse
- Kwintet No. 3 c-klein, voor fluit, hobo, klarinet, hoorn en fagot
- 3 aria's uit "De Barbier van Sevilla" van Gioacchino Rossini, voor twee fagotten
  1. Ecco ridente in cielo
  2. Una voce poco fa
  3. Largo al factorum
- Notturno No. 2 over aria's van Wolfgang Amadeus Mozart en Gioacchino Rossini, voor fagot en piano
- Kwartetten, voor fluit, hobo, Engelse hoorn en fagot, opus 27
- Trio voor 3 fagotten No. 1 F-groot, opus 33 No. 1 (ook voor viool, cello en fagot)
- Trio voor 3 fagotten No. 2 g-klein, opus 33 No. 2 (ook voor viool, cello en fagot)
- Trio voor 3 fagotten No. 3 Bes-groot, opus 33 No. 3 (ook voor viool, cello en fagot)
- Trio voor 3 fagotten No. 4 G-groot, opus 33 No. 4 (ook voor viool, cello en fagot)
- Trio voor 3 fagotten No. 5 Es-groot, opus 33 No. 5 (ook voor viool, cello en fagot)
- Trio voor 3 fagotten No. 6 C-groot, opus 33 No. 6 (ook voor viool, cello en fagot)
- Trio voor 3 fagotten No. 8 a-klein, opus 33 No. 8 (ook voor viool, cello en fagot)
- Trio voor 3 fagotten No. 9 G-groot, opus 33 No. 9 (ook voor viool, cello en fagot)
- Trio voor 3 fagotten No. 10 C-groot, opus 33 No. 10 (ook voor viool, cello en fagot)
- 3 Kwartetten, voor hoorn, viool, altviool en basso, opus 37
- Kwartet g-klein opus 41, voor fluit, klarinet, hoorn en fagot
- Trio No. 1 F-groot, voor fluit, klarinet en fagot, opus 42 No. 1
- Trio No. 2 c-klein, voor fluit, klarinet en fagot, opus 42 No. 2
- Trio No. 3 F-groot, voor fluit, klarinet en fagot, opus 42 No. 3
- Duos concertants, voor twee fagotten opus 44
- Duos concertants, voor hoorn in F en fagot,  opus 48
- Trio No. 1, voor klarinet, hoorn en fagot
- Trio No. 2, voor klarinet, hoorn en fagot
- Trio No. 3, voor klarinet, hoorn en fagot
- Variations sur "Au Clair de la Lune", voor twee fagotten
- Kartofl Zup mit Shvamen, (Klezmermusik)